# Fülöp István (labdarúgó)
Fülöp István László (Marosvásárhely, 1990. május 18. –) romániai magyar származású labdarúgó, posztját tekintve bal oldali szélső, aki gyakran játszik támadó középpályást. Jelenleg az Sepsi OSK játékosa.

## Pályafutása

### Klubcsapatban
A sáromberkei Fülöp István szülővárosában, a marosvásárhelyi FCM Avântul csapatában kezdett futballozni. Az FC Botosanival feljutott az élvonalba, ezután pedig stabil csapattaggá és első osztályú játékos lett belőle. 2016-ban 7 meccsen 7 gólt ért el a román első osztályban. A román válogatott szövetségi kapitánya, Christoph Daum nem válogatta be,  ezt követően nyilatkozta, hogy nyitott lenne a magyar válogatottság iránt. 2016 decemberében felvetődött a neve, mint a Videoton FC egyik lehetséges új igazolása. Végül 2017. január 19-én a Diósgyőri VTK szerződtette. A tavaszi idényben tizenkét bajnokin egy góllal segítette bennmaradáshoz a DVTK-t, majd 2017 júliusában a román élvonal újoncához, a Sepsi OSK-hoz igazolt kölcsönbe. Huszonhét bajnoki mérkőzésen kilencszer volt eredményes a 2017-2018-as szezonban. A Sepsi 2018 nyarán végleg szerződtette Fülöpöt a DVTK-tól.

## Magánélete
Testvére, Lóránd szintén labdarúgó.

## jegyzetek
1. ↑  Fülöp István egyszerre dörömböl a magyar és a román válogatott kapuján. nemzetisport.hu. (Hozzáférés: 2016. szeptember 26.)
2. ↑  Videoton: magyar gólvágót néztek meg Romániában. nso.hu, 2016. december 21. (Hozzáférés: 2016. december 21.)
3. ↑  DVTK: bejelentették a középpályás szerződtetését. nemzetisport.hu, 2017. január 19. (Hozzáférés: 2017. január 19.)
4. ↑  DVTK: a Sepsihez szerződött a télen igazolt támadó. nemzetisport.hu, 2017. július 20. (Hozzáférés: 2017. július 20.)
5. ↑  Sepsi OSK: végleg megvették a DVTK támadóját – hivatalos. nemzetisport.hu, 2018. július 20. (Hozzáférés: 2018. július 20.)